# Phonon oder Staat ohne Namen
Phonon oder Staat ohne Namen ist ein Roman von Dietmar Dath aus dem Jahr 2001. Eine Neuauflage erschien 2004 im Verbrecher Verlag.

## Inhalt
In Phonon vermischt Dath Elemente der Popkultur, linke politische Ideen mit Fantastik- und Horror-Elementen, außerdem enthält der Roman zahlreiche Anspielungen auf die zeitgenössische deutsche Literatur, Musik und Politik. 
Die Hauptfigur des Romans, Martin Mahr, arbeitet für ein fiktionales Musikmagazin Phonon, das der Zeitschrift Spex ähnelt, deren Chefredakteur Dath war. Im Buch wurde Deutschland nach dem Zweiten Weltkrieg eine Monarchie, deren Kaiserin Patrizia ihr Land mit Hilfe von Horoskopen regiert, während die Untertanen in gigantischen Bäumen wohnen. Eine Gruppe von Verschwörern versucht, wichtige Staatspersonen und die Mitarbeiter des Musikmagazins durch Roboter zu ersetzen, doch eine Untergrundvereinigung namens GPI wehrt sich dagegen. Am Ende füllt grüner Schleim die Gebäude, die Menschen in den Straßen werden verrückt und töten sich gegenseitig, das Geschehen driftet ins Surreale ab.

## Ausgaben
Phonon oder Staat ohne Namen. Verbrecher Verlag, Berlin 2004, ISBN 3-935843-29-1.